# Renaissance
Renaissance — британская прогрессив-рок-группа, образованная в 1969 году.
Своеобразный и узнаваемый стиль этой группы делает невозможным однозначно заключить её в узкие жанровые рамки, это сплав прогрессивного рока, фолк-рока и классики, с чистым вокалом вокалистки Энни Хаслам (англ. Annie Haslam).

## История
В 1969 году бывшие участники группы The Yardbirds, Пол Сэмвелл-Смит, гитарист и вокалист Кит Релф и барабанщик Джим Маккарти организовали новую группу. Вместе с басистом Луисом Сенамо, пианистом Джоном Хоукеном, а также сестрой Релфа Джейн в качестве второй вокалистки, записали пару альбомов, но довольно скоро разошлись; Маккарти набрал новый состав, но скоро и сам ушёл.
Новый состав стал «золотым» в истории группы: Энни Хаслам (вокал), Майкл Данфорд (Michael Dunford, акустическая гитара), Джон Таут (John Tout, фортепиано), Джон Кэмп (John Camp, бас-гитара/бас) и Терри Салливан (Terry Sullivan, ударные). Вместе с Робом Хендри (гитара) этот квинтет выпустил в 1972 году альбом Prologue («Пролог»). Музыку в основном писали Данфорд и Маккарти, тексты — поэтесса из Корнуолла Бетти Тэтчер (подруга Джейн Релф). После записи альбома Prologue Хендри ушёл из группы.
За «Прологом» в 1973—1978 гг. последовали ещё более успешные пять студийных альбомов и один концертный (записанный в Карнеги-холле). Звучание группы в этот период представляло собой органичный сплав фолк-рока и классической музыки, на который накладывались поэтичные тексты. Группа много цитировала в своих композициях произведения классических авторов — Баха, Шопена, Дебюсси, Чайковского, Рахманинова, Римского-Корсакова, Прокофьева и др. 
Наиболее «классический» альбом — Scheherazade and Other Stories («Шехерезада и другие истории») — содержит 25-минутную оригинальную композицию группы с симфоническим оркестром, хоть и не имеющую тесной связи с сюитой «Шехерезада» Римского-Корсакова, но цитирующую мотив Султана из неё. Многие критики считают «Шехерезаду» одним из лучших сплавов рока и классики за всю историю рока.
В целом Renaissance 1970-х годов имел коммерческий успех, но на концертах группа играла, редко отступая от звучания своих студийных записей, и фанаты группы воспринимали это негативно.
В 1978 группа записала очень успешный сингл, включавший композицию Northern Lights («Северное Сияние») из альбома A Song for All Seasons («Песня на все времена»), но следующая пластинка Azure D’or (1979) успеха не имела, так как поклонникам не понравился поворот группы к синтезаторному звучанию. После этого альбома из группы ушли Таут и Салливан. Хаслам, Данфорд и Кэмп выпустили ещё два альбома в начале 1980-х годов со звуком, уже совершенно непохожим на прежний Renaissance, и разошлись.
В конце 1990-х годов Хаслам и Данфорд организовали собственные группы, используя название Renaissance, и записали несколько альбомов с различными составами, а также сольные альбомы. Выпускались неизданные ранее записи 1970-х годов.  

Также было сделано несколько неудачных попыток воссоединения группы в классическом составе.

## Факты
- Поэтесса группы Бетти Тэтчер, живя в Корнуолле, писала тексты на готовую музыку, которую ей присылал Майкл Данфорд из Лондона в виде нот и магнитных лент, а тексты отсылала обратно.
- Песня Mother Russia посвящена А. И. Солженицыну и была написана под впечатлением его рассказа «Один день Ивана Денисовича».
- Песня Ocean Gypsy позже была перепета в проекте «Blackmore's Night» Ричи Блэкмора и Кэндис Найт.
- Энни Хаслам вспоминала, как при записи песни Carpet of the Sun (альбом Ashes Are Burning) клавишник Джон Таут, стоявший за дирижерским пультом оркестра, плакал от полной безнадёжности от того, что нанятый Renaissance оркестр никак не мог сыграть то, что требовала от него группа.

## Дискография

### Студийные альбомы
| Year | Title                          | Chart-Positions | Chart-Positions | Chart-Positions | Comments                                                                             |
| Year | Title                          | UK chart        | US              | NL              | Comments                                                                             |
| ---- | ------------------------------ | --------------- | --------------- | --------------- | ------------------------------------------------------------------------------------ |
| 1969 | Renaissance                    | 60              | –               | 10              |                                                                                      |
| 1971 | Illusion                       | –               | –               | –               | 1976 (UK)                                                                            |
| 1972 | Prologue                       | –               | –               | –               |                                                                                      |
| 1973 | Ashes Are Burning              | –               | 171             | –               |                                                                                      |
| 1974 | Turn of the Cards              | –               | 94              | –               | 1975 (UK)                                                                            |
| 1975 | Scheherazade and Other Stories | –               | 48              | –               |                                                                                      |
| 1977 | Novella                        | –               | 46              | –               | 1977 (January in US, August in UK, as the band moved to the Warner Bros Music Group) |
| 1978 | A Song for All Seasons         | 35              | 58              | –               | UK:Silver                                                                            |
| 1979 | Azure d'Or                     | 73              | 125             | –               |                                                                                      |
| 1981 | Camera Camera                  | –               | 196             | –               |                                                                                      |
| 1983 | Time-Line                      | –               | 207             | –               |                                                                                      |
| 2001 | Tuscany                        | –               | –               | –               |                                                                                      |
| 2013 | Grandine il vento              | –               | –               | –               | Reissued 2014-04-15 as Symphony of Light with bonus tracks                           |

### Концертные альбомы
| Year | Title | Chart-Positions | Chart-Positions | Comments |
| Year | Title | UK[25]          | US[10]          | Comments |
| ---- | --- | --------------- | --------------- | -------- |
| 1976 | Live at Carnegie Hall                                                                                             | –               | 55              |          |
| 2002 | In the Land of the Rising Sun: Live in Japan 2001                                                                 | –               | –               |          |
| 2011 | Renaissance Tour 2011 – Turn of the Cards and Scheherazade & Other Stories Live In Concert(DVD and double CD set) | –               | –               |          |
| 2016 | Renaissance 2012 (recorded April 16 2015) – Renaissance Live at the Union Chapel (DVD and digital only audio set) | –               | –               |          |

### Прочие релизы[прояснить]
- Renaissance (1969)
- Illusion (1971)
- Prologue (1972)
- Ashes are Burning (1973)
- Turn of the Cards (1974)
- Scheherazade and Other Stories (1975) (по мотивам «Тысячи и одной ночи» и сюиты «Шахерезада» Н. А. Римского-Корсакова)
- Live at Carnegie Hall (1976 live)
- Novella (1977)
- A Song For All Seasons (1978)
- Azure D'or (1979)
- Camera Camera (1981)
- Time-Line (1983)
- Tales of 1001 Nights (сборник)
- The Other Woman (1994) (группа Майкла Данфорда)
- Blessing in Disguise (1994) (группа Энни Хаслам)
- Da Capo (1995) (Коллекционное издание)
- Live at the Royal Albert Hall : King Biscuit Flower Hour (концерт 1997 г.)
- Songs from Renaissance Days (1997) (сборник редких записей классических Renaissance)
- Ocean Gypsy (1997) (группа Майкла Данфорда)
- The BBC Sessions 1975–1978 (концерт 1999 г.)
- Day Of The Dreamer (2000) (сборник концертных выступлений примерно 1977 года)
- Unplugged Live at the Academy of Music (2000)
- Tuscany (2000) (Анни Хаслэм и Майк Данфорд)
- In the Land of the Rising Sun : Live in Japan 2002 (концерт 2002 г.)
- Grandine il Vento (2013)